# Cerulean Studios
Cerulean Studios je americká společnost stojící za vývojem IM programu Trillian. 
Společnost založili v květnu 1998 Kevin Kurtz a Scott Werndorfer. Cerulean Studios sídlí v Brookfieldu ve státě Connecticut.